# 福田恵一
福田 恵一（ふくだ けいいち、1957年5月23日 - ）は、日本の医学者。慶應義塾大学医学部教授。

## 来歴
東京都足立区生まれ。小学校から大学卒業まで千葉県松戸市在住。心臓の再生医学の第一人者。骨髄中の間葉系幹細胞が心筋細胞に分化できることを世界で初めて示し、心臓病の再生医学を創始した。ヒトES細胞やヒトiPS細胞から心筋細胞を分化誘導し、心臓病の治療や診断に利用できることを示した。ヒトiPS細胞を利用した再生心室筋細胞の作出法、純化精製法の開発、移植細胞生着率の改善、移植デバイスの開発等を行い、これを社会実装するために大学発ベンチャーHeartseed社を設立した。2022年より、iPS細胞を用いた再生心筋細胞移植による重症心不全治療法の臨床治験を開始した。2024年、Heartseed社は東京証券取引所グロース市場に上場した。

## 略歴
- 1976年　千葉県立東葛飾高等学校卒業
- 1983年　慶應義塾大学医学部卒業
- 1987年　慶應義塾大学大学院医学研究科（循環器内科学）修了
- 1987年　慶應義塾大学助手
- 1991年　国立がんセンター研究所に国内留学
- 1992年　米国ハーバード大学ベスイスラエル病院分子医学教室留学
- 1994年　米国ミシガン大学心血管研究センター留学
- 1995年　慶應義塾大学医学部循環器内科助手
- 1999年　慶應義塾大学医学部講師
- 2005年　慶應義塾大学医学部再生医学教授
- 2010年　慶應義塾大学医学部循環器内科教授
- 2015年　慶應大学発バイオベンチャーHeartseed社設立
- 2023年　慶應義塾大学名誉教授
- 2023年　Heartseed株式会社代表取締役社長CEO専任
- 2024年　Heartseed株式会社が東京証券取引所グロース市場に上場

## 受賞歴
- 1999年　慶應義塾大学医学部三四会賞北島賞　『再生心筋細胞の開発および心肥大形成の分子機構の解明』
- 2000年　ACCP国際胸部疾患学会日本部会賞
- 2002年　東京都医師会賞医学研究賞
- 2002年　日本医師会医学研究助成賞
- 2003年　慶應義塾大学医学部 坂口光洋記念医学研究助成賞
- 2004年　日本循環器学会・日本心臓財団佐藤賞 <http://www.j-circ.or.jp/gaiyou/award/sato.htm>
- 2010年　ベルツ賞2等賞受賞　<http://www.boehringer-ingelheim.co.jp/com/Home/Newscentre/pressrelease/news_detail.jsp?paramOid=11712>
- 2011年　持田記念学術賞受賞<http://www.mochida.co.jp/zaidan/r_list.html>
- 2012年　井村臨床研究賞受賞
- 2014年　President's Distinguished Lecture Award at International Society for Heart Research受賞
- 2015年　文部科学大臣表彰科学技術賞受賞 <https://www.mext.go.jp/b_menu/houdou/27/04/__icsFiles/afieldfile/2015/04/08/1356509_01.pdf>
- 2021年　Japan Venture Award 2021 科学技術政策担当大臣賞受賞 <https://j-venture.smrj.go.jp/outline/winner.html >
- 2021年　大学発ベンチャー表彰2021 文部科学大臣賞受賞 <https://www.jst.go.jp/aas/award.html>
- 2021年　慶應義塾大学義塾賞受賞
- 2022年　日本医師会医学賞
- 2023年　IP BASE AWARD グランプリ受賞（特許庁）＜https://IP BASE AWARD | IP BASE＞
- 2024年　日本再生医療学会功績賞
- 2025年　日本医療研究開発大賞　スタートアップ賞（経済産業大臣表彰）＜https://www.cao.go.jp/minister/ 2411_m_kiuchi/photo/2025_003.html＞